# Lactobacillus jensenii
Lactobacillus jensenii è una specie di batterio appartenente alla famiglia delle Lactobacillaceae.